# Tony Wharmby
Philip Anthony Wharmby (geb. 1. November 1940 im Vereinigten Königreich) ist ein britischer Fernsehregisseur und -produzent, der von 1968 bis 1986 in London arbeitete und anschließend in den Vereinigten Staaten seine Karriere fortsetzte. Allein in den USA hat er bereits bei über 140 Stunden fiktionaler Serienunterhaltung Regie geführt. Am bekanntesten ist er für seine langjährige Arbeit als Regisseur bei der Krimiserie Navy CIS.

## Leben und Werk
Wharmby arbeitete von 1968 bis 1986 als Fernsehregisseur und -produzent in England. Danach zog er nach Los Angeles und setzte dort seine Karriere in der Filmbranche fort.
Weitere ausgewiesene Regiearbeiten von Wharmby gab es bei den Fernsehserien JAG – Im Auftrag der Ehre, Navy CIS, O.C., California, Bones – Die Knochenjägerin, Providence, Coronation Street, High Sierra Search and Rescue, Akte X – Die unheimlichen Fälle des FBI, Coins in the Fountain, New Scotland Yard, Gossip Girl, Supernatural und Crossing Jordan – Pathologin mit Profil.
Als Produzent sind seine Beteiligung bei Akte X und Dempsey & Makepeace zu nennen. Als Executive Producer bzw. Koproduzent war er bei Enemy at the Door und Bones beteiligt. Er wirkte als Produzent auch in dutzenden weiteren Fernsehserien und Filmen mit. Seit 2011 hat Tony Wharmby bei Navy CIS in den Staffeln 9 bis 16 jeweils die Eröffnungs- und Schlussepisode als Regisseur verantwortet.
Er ist der Schwiegervater der britischen Filmkomponistin Debbie Wiseman. Sie ist seit 1987 mit seinem Sohn Tony Wharmby Jr. verheiratet.

## Filmografie (Auswahl)

### Regie
in England
- 1968–1969: Coronation Street (2 Episoden)
- 1971: The Guardians (1 Episode)
- 1971–1972: ITV Saturday Night Theatre (2 Episoden)
- 1971–1974: Justice (10 Episoden)
- 1971–1976: Hadleigh (9 Episoden)
- 1972: New Scotland Yard (2 Episoden)
- 1972: Villains (5 Episoden)
- 1973: Oranges & Lemons (eine Episode)
- 1973: Helen: A Woman of Today (4 Episoden)
- 1974: Seven Faces of Woman (eine Episoden)
- 1974: Hunter’s Walk (2 Episoden)
- 1974–1975: Within These Walls (4 Episoden)
- 1975: The Main Chance (2 Episoden)
- 1975: The Hanged Man (4 Episoden)
- 1976: Bouquet of Barbed Wire (7 Episoden)
- 1977: Love for Lydia (4 Episoden)
- 1978: Enemy at the Door (eine Episode)
- 1978: Lillie (3 Episoden)
- 1979: Two People (2 Episoden)
- 1980: Why Didn’t They Ask Evans? (Fernsehfilm)
- 1980: The Gentle Touch (4 Episoden)
- 1981: Seven Dials Mystery (Fernsehfilm)
- 1982: We’ll Meet Again (6 Episoden)
- 1983: The Secret Adversary (Fernsehfilm)
- 1983: Partners in Crime (2 Episoden)
- 1985: Dempsey & Makepeace (11 Episoden)

in den USA
- 1986: Magnum (Magnum, p.i., 2 Episoden)
- 1987: Der Equalizer (The Equalizer, 2 Episoden)
- 1987: Miami Vice (Episode 3x21)
- 1987: CBS Summer Playhouse (Episode 1x02)
- 1988: Desert Rats (Fernsehfilm)
- 1988: Equalizer – Die lebende Tote (Memories of Manon, Fernsehfilm)
- 1989: Voice of the Heart (Fernsehfilm)
- 1989: Mit dem Tod verbunden (Sorry, Wrong Number, Fernsehfilm)
- 1989–1990: B.L. Stryker (3 Episoden)
- 1990: Billy’s Tod (The Kissing Place, Fernsehfilm)
- 1990: Zeit der Glückseligkeit (Coins in the Fountain, Fernsehfilm)
- 1992: … und griffen nach den Sternen (To Be the Best, Fernsehfilm)
- 1992: Allein mit der Angst (Treacherous Crossing, Fernsehfilm)
- 1994: Der Fluch des Magiers (Seduced by Evil, Fernsehfilm)
- 1994: Deckname Caliph (Wild Justice, Fernsehfilm)
- 1995: High Sierra Search and Rescue (2 Episoden)
- 1996: Detektiv Rockford – Eine Frage der Ehre (The Rockford Files: Godfather Knows Best, Fernsehfilm)
- 1997: Detektiv Rockford – Detektiv im Rampenlicht (The Rockford Files: Murder and Misdemeanors, Fernsehfilm)
- 1997–2000: JAG – Im Auftrag der Ehre (JAG, 24 Episoden)
- 1999–2002: Providence (7 Episoden)
- 2000–2002: Akte X – Die unheimlichen Fälle des FBI (The X-Files, 7 Episoden)
- 2002: Crossing Jordan – Pathologin mit Profil (Crossing Jordan, Episode 2x03)
- 2003–2005: Without a Trace – Spurlos verschwunden (Without a Trace, 2 Episoden)
- 2004–2006: O.C., California (The O.C., 10 Episoden)
- 2005: Night Stalker (Episode 1x04)
- 2006: Supernatural (Episode 1x20)
- 2007: Life (Episode 1x05)
- 2007–2008: Bones – Die Knochenjägerin (Bones, 5 Episoden)
- 2007–2010: Gossip Girl (7 Episoden)
- seit 2007: Navy CIS (NCIS)
- 2008–2009: 90210 (2 Episoden)
- 2009–2017: Navy CIS: L.A. (NCIS: Los Angeles, 22 Episoden)
- 2013: King & Maxwell (Episode 1x02)
- 2014–2017: Navy CIS: New Orleans (NCIS: New Orleans, 7 Episoden)